# ダウニー (柔軟剤)
ダウニー（Downy）とは、プロクター・アンド・ギャンブル (P&G) がアメリカ・東南アジア・メキシコで発売している衣類用柔軟仕上げ剤のブランド名。
日本国内では輸入代理店などが海外より輸入して販売しており、P&Gの日本法人であるP&Gジャパンからは発売されていない。これは「ボールド」や「レノア」とカテゴリーが重複してしまうことと、ダウニーの香りが日本の消費者には適していないというP&G独自の判断によるものである。
2013年にネット通販限定で販売されていたこともある。

## 概要
1960年8月から試験的にアメリカで販売され、1961年12月から全米で販売した。日本における正規代理店としてENAS（エナス）などがある。
日本では沖縄県では認知度が高かったが、その他の都道府県では一部のディスカウントストア、輸入雑貨店で取り扱われているのみで認知度が低かった。その後2000年代中期頃から、ドラッグストアやスーパーマーケット等でも販売されるようになり、「香りのする洗濯洗剤・柔軟剤」ブームの火付け役となった。
しかし、香りが強めであり日本ではその強烈な臭いを嫌う人も多く、「スメルハラスメント」「香害」と言う人もいる。

## 関連製品
前述のとおり、P&Gジャパンでは「レノア」と重複するため、柔軟剤は発売されていないが、2009年10月から「ダウニー」の香りを使用した衣類用洗剤や布製品用消臭剤などが発売されている。
ほとんどの製品が日本でも人気が高い「ダウニー エイプリルフレッシュ」と同じ香りが使用されており、香りの強さを日本仕様に合わせてほのかに香るレベルに調整されている。
衣類用洗剤
- ボールド ダウニーエイプリルフレッシュの香り（2009年10月発売、数量限定品）
- ボールドジェル ダウニーエイプリルフレッシュの香り（2009年11月発売、数量限定品）
- ボールドジェル ダウニーシンプルプレジャー ラベンダーセレニティの香り（2011年7月発売、数量限定品） - 本製品は雑誌『Mart』とのコラボレーション商品
- ボールドコンパクト ダウニーエイプリルフレッシュの香り（2012年3月発売）
- ボールドジェル ダウニーシンプルプレジャー オーキッドアリュールの香り（2012年5月発売、数量限定品）
- ダウニー 粉末洗剤（2012年6月発売、数量限定品） - 日本限定の「ダウニー」ブランドの粉末洗剤。エイプリルフレッシュの香り
- ボールドジェル ダウニーインフュージョン スパイスブロッサムの香り（2013年3月発売、数量限定品）

布製品用消臭剤
- ファブリーズ ダウニーエイプリルフレッシュの香り（2010年8月発売） - 2012年2月に他の「ファブリーズ」布用スプレーシリーズと同じく、新型噴射ノズルを採用しリニューアル
- クルマ用ファブリーズ ダウニーエイプリルフレッシュの香り（2012年4月発売） - 車のドアポケット等にすっきり収まる210mLの小容量サイズ
- ファブリーズ ダウニーラベンダーセレニティの香り（2013年6月発売、数量限定品）

部屋用消臭芳香剤
- ファブリーズミストラル ダウニーエイプリルフレッシュの香り（2012年4月発売） - エアゾールタイプ
- ファブリーズアロマ ダウニーエイプリルフレッシュの香り（2012年4月発売） - 香料オイル100%を使用した置き型タイプ
- ファブリーズミストラル ダウニーラベンダーセレニティの香り（2013年6月発売、数量限定品） - エアゾールタイプ
- ファブリーズアロマ ダウニーラベンダーセレニティの香り（2013年6月発売、数量限定品） - 香料オイル100%を使用した置き型タイプ

車用消臭芳香剤
- ファブリーズ クルマ イージークリップ ダウニーエイプリルフレッシュ（2012年4月発売） - エアコンの送風口に取り付けて使用する車専用消臭芳香剤